# Zevenburgs Ertsgebergte

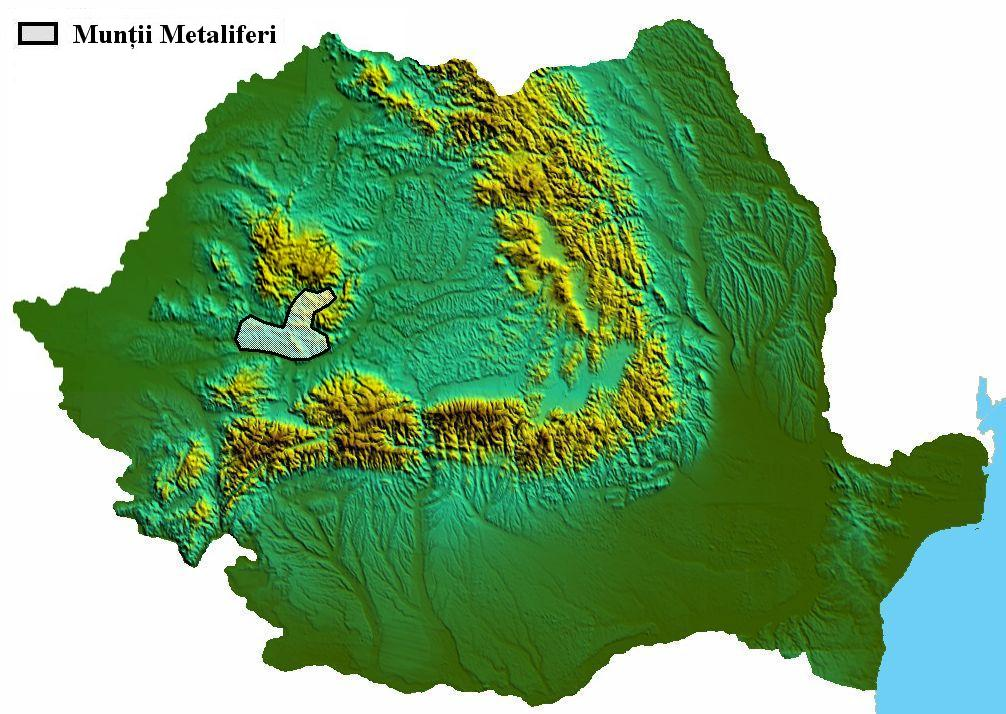
Ligging van het Zevenburgse Ertsgebergte in Roemenië

Het Zevenburgse Ertsgebergte (Roemeens: Munții Metaliferi, Hongaars: Erdélyi Érchegység) is een bergketen in het westen van Zevenburgen en een zuidelijk deel van het Apusenigebergte in Roemenië.

## Beschrijving
Het gebergte is een vulkanisch gebergte en strekt zich boogvormig uit in oost-westrichting, ten noorden van de stad Deva en ten zuiden van Brad en Câmpeni. De hoogste top in het gebergte is de Poienița en meet 1437 m. In het noorden van het Zevenburgse Ertsgebergte bevindt zich een deel van het historische Motzenland.
Het gebied is rijk aan ertsen van edelmetalen en zware metalen. In het oostelijke voorgebergte wordt groente- en wijnteelt bedreven. Door het rooien van de beukenbossen zijn zowel in de dalen als in de hoger gelegen gebieden weiland en hooiweides ontstaan.

## Grenzen

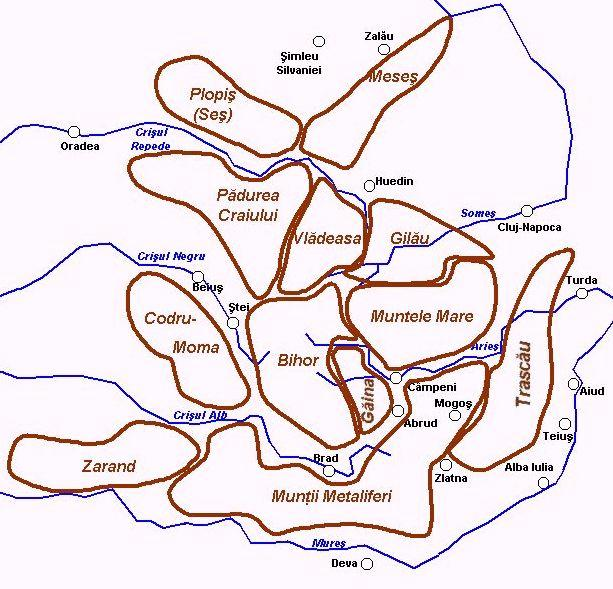
Ligging van het Zevenburgse Ertsgebergte in het Apusenigebergte (uiterst zuidelijk)

Het Zevenburgse Ertsgebergte wordt begrensd door:
- het Bihorgebergte en het Muntele Mare-gebergte in het noorden,
- het Trascăugebergte in het oosten, dat op zich soms als deel van het Zevenburgse Ertsgebergte beschouwd wordt,
- het dal van de Mureș in het zuiden,
- het Zarandgebergte in het westen.